# Trevelin Queen
Trevelin Marleto Queen, né le 25 février 1997 à Baltimore dans le Maryland, est un joueur américain de basket-ball évoluant au poste d'arrière.

## Biographie

### Université
Il n'est pas sélectionné lors de la draft 2020.

### Rockets de Houston (2021-2022)
Il signe le 17 décembre 2021 un contrat two-way en faveur des Rockets de Houston. Le contrat two-way lui permet de jouer aussi avec les Vipers de Rio Grande Valley en G League. Il s'impose rapidement en G League en remportant le titre lors de la saison 2020-2021. Il est aussi MVP de la saison régulière et des finales. Queen est aussi nommé dans le meilleur cinq de la saison.
Début juillet 2022, il signe pour deux saisons aux 76ers de Philadelphie. Queen n'est toutefois pas conservé par les 76ers pour la saison régulière.

### Pacers de l'Indiana (2022-mars 2023)
Le 11 octobre 2022, il signe un contrat two-way avec les Pacers de l'Indiana. Il est coupé fin mars 2023.

### Magic d'Orlando (depuis 2023)
Fin octobre 2023, il signe un contrat two-way avec le Magic d'Orlando. En juillet 2024, son contrat two-way est renouvelé.

## Distinctions personnelles
- MVP de la G League en 2021-2022
- MVP des Finales de la G League
- Second-team All-WAC (2020)
- WAC Tournament MVP (2019)
- All-WJCAC Team (2018)